# 上原さくら
上原 さくら（うえはら さくら、1977年3月31日 - ）は、日本のタレント、女優。本名同じ。
東京都足立区西新井生まれ、神奈川県厚木市育ち。所属事務所はオフィス南。身長162cm。旭丘高等学校、東海大学文学部卒業。

## 来歴
1994年、「第19回ホリプロタレントスカウトキャラバン」でグランプリを受賞し歌手として芸能界入り。
2003年、『天罰屋くれない 闇の始末帖』（テレビ朝日）で時代劇に初挑戦。
2003年8月、3年の交際期間を経てアパレルメーカー社長の遠藤憲昭と結婚。このとき上原は妊娠2ヶ月だったが、結婚発表の2週間後に流産。
2007年5月15日、深夜に国道を制限速度23キロ超で走行していたとして警視庁交通機動隊に摘発された。更にその際、提示した運転免許証の更新期限が切れており、無免許運転だったために、刑事処分（いわゆる「赤切符」）を受けた。
2009年11月30日、遠藤憲昭と離婚したことを所属事務所が明らかにした。
2010年、過去のスキャンダルを自虐ネタにして『R-1ぐらんぷり』に出場したが、2回戦で敗退。
2010年12月22日、交際中のKRH代表取締役社長・青山光司との婚約を所属事務所を通じて発表。翌2011年4月1日に青山光司と入籍、その後グアムで挙式したことを同年6月29日付のオフィシャルブログで公表。
2012年11月、上原が事務所を通じ、夫と別居状態にあることを認めた。翌2013年1月31日、離婚協議中であることが夫のブログで明らかにされた。
2013年3月、離婚調停中に不倫相手とホテルに入るところを週刊誌に報じられ、当初慰謝料5億円を要求していたものの、この不倫が明るみに出たことで、最終的に慰謝料0円で離婚が成立。その後ホリプロは上原が退社したことを発表し、芸能界を引退状態にあったことが明らかになった。ホリプロの公式サイトの上原のプロフィールも全て削除された。さらに上原は2013年の一時期、精神科の閉鎖病棟に入院。同年に退院。
彼女の友人が死亡し葬儀に参列した際に、死んだ友人の家族などが悲しんでいる様子を見て、もしも自殺などすれば周囲の人間を悲しませてしまうことを実感し、自分の都合で勝手に死ぬ（自殺する）わけにはいかないと思ったことで状況が変わったという。
かねてより高校時代に遊んでいて勉学をせず、当然のように大学にも行かなかったことがコンプレックスになっていた彼女は、約20年ぶりに学業を再開し、2015年、東海大学文学部英語文化コミュニケーション学科へ進学。
2016年4月、オフィス南に所属し、当面は学業を優先させつつの芸能活動を再開した。「第19回英語スピーチコンテスト」（東海大学外国語教育センター主催）で東海大学新聞賞を受賞。
2019年3月、うつ状態に苦しみながら通学した時期などを乗り越え、東海大学を卒業。
2019年12月15日、一般男性との3度目の結婚を公表。
2020年4月22日、第1子妊娠を公表。4月30日、第1子出産を報告。
子宮筋腫、子宮内膜症、子宮線筋症の治療を続けていたが、2025年7月に子宮摘出手術を受ける。

## 人物
松田聖子の熱狂的ファン。宝塚歌劇のファン。中国語、英語の会話が得意。納豆が好き。マヨネーズが好きである。ピンクが大好き。家電製品もピンク。トレードマークは腰まであるロングヘアー。
子供の頃、父が病弱な為、母が一家の生計を担っていたが、その後、両親は離婚。弟が1人いる。高校3年間、ガソリンスタンドでアルバイトをしていた（アルバイト先は4回ほど変えた）。自転車に乗れない。愛車は赤色のマツダ・RX-8。

## 出演

### テレビドラマ
- SALE!（1995年4月 - 6月、朝日放送）
- もう我慢できない!（1996年7月 - 9月、関西テレビ制作・フジテレビ） - 松浦いずみ 役
- イタズラなKiss（1996年10月 - 12月、テレビ朝日） - 小森じん子 役
- いとしの未来ちゃん（1997年4月 - 6月、テレビ朝日）
- ナースのお仕事 2（1997年、フジテレビ） - 北村千明 役
- LOVE&PEACE（1998年、日本テレビ） - 田宮佐智子 役
- ハッピー・マニア（1998年、フジテレビ） - 三浦すみれ 役
- 天使のお仕事（1999年、フジテレビ） - 吉野理絵 役
- 俺たちの旅～Ver1999～（1999年、日本テレビ） - 山下洋子 役
- OLヴィジュアル系（1999年、テレビ朝日） - 目黒川さゆり 役
- 晴れ着、ここ一番（2000年3月 - 6月、NHK総合） - 津村うらら 役
- 教習所物語（2000年10月 - 12月、TBS系） - 白鳥愛 役
- 利家とまつ〜加賀百万石物語〜（2002年） - 蕭 役
- 金曜エンタテイメント 壁ぎわ税務官 2（2003年　フジテレビ） - 片岡真子 役
- 天罰屋くれない 闇の始末帖（2003年） - お亜季役
- 夢みる葡萄〜本を読む女〜（2003年9月 - 12月、NHK） - 小川朝美 役
- 女子刑務所東三号棟
- スカイハイ2（2004年、テレビ朝日） - 田中のぞみ 役
- 霊感バスガイド事件簿 第6話（2004年、テレビ朝日） - 篠崎由季 役
- 銭形平次 第9話「八五郎の恋! 姿なき殺人者!!」（2004年、テレビ朝日）
- 金曜エンタテイメント⇒金曜プレステージ 所轄刑事シリーズ（2004年9月10日 - 、フジテレビ） - 暮林ヒトミ 役
- 土曜ワイド劇場 京都南署鑑識ファイル 1（2005年　テレビ朝日） - 河原崎恭子 役
- 偽りの花園（2006年、東海テレビ） - 美琶子、ユリエ 役
- 金曜プレステージ ひみつな奥さん 1（2006年、フジテレビ）
- 土曜ワイド劇場 火災調査官・紅蓮次郎 7（2007年） - 井上由加里 役
- 土曜プレミアム 新・美味しんぼ（2007年） - 二木まり子 役
- うさぎたちのもちつき 第1話～第4話（2008年 BSデジタル放送） -上原佐和子 役
- 未来世紀シェイクスピア（2008年、関西テレビ） - ジュリエット 役
- 土曜プレミアム「新美味しんぼ-PART3-海原雄山VS究極七人のサムライ!」（2009年11月14日、フジテレビ） - 二木まり子 役
- 遺留捜査 第2シリーズ 第4話（2012年8月9日、テレビ朝日） - 須川かすみ 役

### 映画
- プープーの物語（1998年）
- デスノート the Last name（2006年） - 西山冴子 役

### CM
- デジタルツーカー中国 ※ 藤井フミヤと共演
- 花王 ソフィーナ オーブ（1997年 - ）

### バラエティ・その他
- オ･ト･ナにして（テレビ朝日）
- AXEL（テレビ朝日）
- バリキン7 賢者の戦略（TBS）
- 所的蛇足講座（福岡放送）
- NHKジュニア・スペシャル（NHK教育）
- 趣味悠々・ダーツ&ビリヤード入門（NHK教育）
- Shibuya Deep A（NHK BS2）不定期
- リトル・チャロ ケータイで試そうあなたの英語力2（NHK教育）

### アニメ
- 行け!稲中卓球部（1995年） - 岩下京子役
- ねこぢる劇場 - にゃー子役
- The World of GOLDEN EGGS（2006年） - チェリー役（2ndシーズン #22）

### ラジオ
- スーパーフライデー オールジャパンベストコレクション（TOKYO FM）
- 上原さくらのお嬢様ラジオ

### ブロードバンド放送
- 愛のカタチ （GyaO）

## 作品

### シングル
| #   | タイトル      | 名義                              | 発売日        | 規格品番  | タイアップ                                                    |
| --- | ------------- | --------------------------------- | ------------- | --------- | ------------------------------------------------------------- |
| 1st | BOOING        | 岩下京子                          | 1995年8月25日 | PODH-1270 | TBS系テレビアニメ『行け!稲中卓球部』エンディングテーマ        |
| 2nd | ホワイ        | 上原さくら                        | 1996年2月25日 | PODH-1301 | テレビ朝日系『オ・ト・ナにして フクチャン』オープニングテーマ |
| 3rd | SHOPPING      | 上原さくら                        | 1996年7月25日 | PODH-1318 |                                                               |
| 4th | ライナス      | 上原さくら+東京ミュージックサロン | 1997年2月26日 | PODH-1344 | TBSテレビ系『POP FILE』エンディングテーマ                     |
| 5th | PINK          | 上原さくら+東京ミュージックサロン | 1997年5月28日 | PODH-1361 | TX系『64マリオスタジアム』エンディングテーマ                  |
| 6th | YOU MAY DREAM | 上原さくら                        | 1998年1月14日 | PODH-1390 | シーナ&ザ・ロケッツのカバー                                   |

### アルバム
| #   | タイトル    | 名義                              | 発売日        | 規格品番  |
| --- | ----------- | --------------------------------- | ------------- | --------- |
| 1st | Cherish     | 上原さくら                        | 1996年9月1日  | POCH-1587 |
| 2nd | FLOWER SOUL | 上原さくら+東京ミュージックサロン | 1997年9月26日 | POCH-1647 |